# Nanni Moretti
Nanni Moretti (Brunico, Itália, 19 de agosto de 1953) é um cineasta, ator e roteirista cinematográfico italiano. Cresceu em Roma e desde a adolescência cultivou suas grandes paixões, o pólo aquático e o cinema.

## Biografia
Após ter estudado no liceu clássico, Moretti filma em 1973 um filme em super 8 com uma câmera que comprou após ter vendido sua coleção de selos. O filme se chama La sconfita e conta a história em chave cômica da crise de um militante de 1968. Em seguida, filma outro curta-metragem, Pâté de bourgeois, a história de alguns amigos e um casal em crise, cujo título é um jogo de palavras com paté de foie gras e épater les bourgeois.
Em 1974 faz o média-metragem Come parli frate?, paródia do clássico da literatura italiana I promessi sposi (de Alessandro Manzoni), no qual interpreta o personagem de Don Rodrigo.
Em 1976 gira em super 8 o seu primeiro longa-metragem, Io sono un autarchico, no qual aparece pela primeira vez o seu personagem (interpretado pelo próprio Moretti) Michele Apicella. Neste ano, chama a atenção dos cineastas Paolo e Vittorio Taviani, que lhe oferecem um papel em seu filme Padre Padrone.
Io sono un autarchico, lançado em dezembro de 1978, obtém bom sucesso de público, permanecendo em cartaz por um bom tempo no filmclub de Roma. O filme é transformado para 16 mm projetado em outros cineclubes romanos e também em Paris e Berlim por ocasião de seus festivais cinematográficos, e começou a chamar a atenção de alguns críticos cinematográficos (entre os quais Alberto Moravia).
Em maio de 1978 é lançado em Roma o seu primeiro filme com produção profissional, Ecce Bombo; apresentado no Festival de Cannes, obtém um inesperado sucesso de público (bem como econômico: tendo custado 180 milhões de liras, fatura 2 bilhões), chamando a atenção da crítica.
Em 1981 sai Sogni d'oro, seu primeiro filme girado em 35 mm, com o qual Moretti obtém o Leão de Ouro - grande prêmio especial do júri no Festival de Veneza, mas que não repete o sucesso de público.
Em 1984 lança Bianca, cujo enredo acrescenta aos elementos já típicos dos filmes de Moretti, uma trama policiesca.
Em 1985 lança La messa è finita. Nele, Moretti abandona seu personagem Michele Apicella para encarnar o sacerdote Don Giulio. O filme recebe o Urso de prata do Festival de Berlim de 1986.
Em 1987 funda, juntamente com Angelo Barbagallo, a Sacher Film, uma produtora cinematográfica, com o objetivo de criar espaço para o cinema engajado realizado por novos autores. O nome é inspirado em um dos seus doces prediletos, a torta Sacher, citada no filme Bianca em uma cena na qual Michele Apicella retruca em um jantar a uma pessoa que afirma não conhecer a torta Sacher com a frase continuiamo così, facciamoci del male! (algo como "vamos continuar a fazer mal a nós mesmos!").
A Sacher Film produz ainda em 1987 seu primeiro filme, Notte italiana, de Carlo Mazzacurati, e em 1988, Domani accadrà, de Daniele Luchetti, no qual Moretti tem um pequeno papel.
Em 1989 Moretti filma Palombella rossa, um filme no qual o conteúdo político não está mais subentendido, porém é parte integrante da história. No filme são inseridas partes do seu primeiro curtametragem (La sconfitta).
Em 1990 realiza um documentário, La Cosa (o título se refere à definição de Achille Occhietto para o órgão que seria o resultado do processo de transformação pelo qual então passava o Partido Comunista Italiano). O documentário ilustra o debate interno entre os militantes comunistas, no âmbito da refundação do partido.
Em 1991 participa como ator protagonista no filme Il portaborse, de Daniele Luchetti. No mesmo ano, Moretti passa a administrar um cinema no bairro romano de Trastevere, o Nuovo Cinema, com a intenção de criar um espaço de um caráter diferente no âmbito das salas cinematográficas, com a produção de produtos independentes, um centro de debates, livraria temática, etc.). Em 1 de novembro é inaugurado o cinema Nuovo Sacher, com a projeção do filme Riff Raff de Ken Loach.
Em 1993 realiza Caro Diário, filme que consiste de 3 episódios de caráter autobiográfico, em um formato quase de documentário, nos quais Moretti interpreta a si próprio. O filme vence o premio de melhor direção no Festival de Cannes de 1994.
Neste período, juntamente com o "aparecimento" de Silvio Berlusconi no panorama político italiano, o empenho político de Moretti se acentua. Ele produz então L'unico paese al mondo, curtametragem de nove episódios caracterizados por uma visão crítica e pessimista do futuro do país no caso da afirmação eleitoral da coalizão de centro-direita; o último episódio é dirigido por Moretti.
Em 1995 produz e interpreta La seconda volta, obra-prima de Mimmo Calopresti, que trata do encontro casual entre a vítima de um atentado terrorista e um dos seus perpetratores, provavelmente inspirado em uma história real.
Em 1996 faz o curtametragem Il giorno della prima di Close-Up, no qual descreve sua preocupação pelo eventual fracasso da estreia no cinema Nuovo Sacher de um filme não propriamente comercial ( o citado Close-Up, do iraniano Abbas Kiarostami). No mesmo ano, trabalha como ator no filme Tre vite e una sola morte, do chileno Raul Ruiz.
Em 1997 funda a sociedade de distribuição cinematográfica Tandem.
Em 1998 é lançado seu filme Abril, novamente estruturado na forma de diário e no qual Moretti interpreta outra vez a si próprio. O filme é dedicado ao nascimento de seu filho Pietro, no dia 18 de abril de 1996, 3 dias antes que a coalizão de centro-esquerda liderada por Romano Prodi vencesse as eleições. Pietro aparece em cenas do filme, assim como a esposa e a mãe de Moretti.
Em 2001 filma O quarto do filho, que descreve os efeitos que a morte acidental de um filho provoca em uma família de classe média. O filme recebe a Palma de Ouro do Festival de Cannes e o David de Donatello.
Em 2002 faz o curtametragem The last customer, no qual descreve a história de uma família de Nova Iorque que é obrigada a fechar, por causa da demolição do edifício no qual se encontra, a farmácia que administra há duas gerações.
No mesmo ano, faz-se porta-voz de uma posição difusa no eleitorado italiano de crítica em relação ao governo de centro-direita e também a alguns líderes da centro-esquerda, figurando entre os promotores do movimento denominado dos girotondi.
Em 2003 filma o curtametragem Il grido d'angoscia dell'uccello predatore - Tagli d'Aprile, um documentário realizado com trechos do filme Abril.

## Filmografia

### Diretor

#### Longas
- Eu sou autossuficiente (1976)
- Ecce bombo (1978)
- Bons sonhos (1981)
- Bianca (1984)
- A missa acabou (1985)
- Palombella rossa (1989)
- Caro diário (1993)
- Aprile (1998)
- O quarto do filho (2001)
- O crocodilo (2006)
- Habemus Papam (2011)
- Mia madre (2015)
- Tre piani (2021)
- Il sol dell'avvenire (2023)

#### Média-metragem e documentário
- Come parli frate? (1974)
- A coisa (1990)
- Il diario del caimano (2006)
- Santiago, Itália (2018)

#### Curta-metragem
- La sconfitta (1973)
- Pâté de bourgeois (1973)
- Un autarchico a palazzo' (1977) - Film TV
- L'unico paese al mondo - collettivo (1994)
- O dia da estreia de Close Up (1996)
- The Last Customer (2003)
- Il grido d'angoscia dell'uccello predatore (20 tagli d'aprile) (2003)
- L'ultimo campionato (2007) - girato nel 1986
- Cada um com seu cinema, episódio Diário de um espectador' - coletivo (2007)

### Ator
- La sconfitta (1973)
- Pâté de bourgeois (1973)
- Come parli frate? (1974)
- Io sono un autarchico (1976)
- Padre Padrone (1977)
- Ecce Bombo (1978)
- Sogni d'oro (1981)
- Bianca (1983)
- Riso in bianco: Nanni Moretti atleta di se stesso (1984)
- La Messa è finita (1985)
- Domani accadrà (1988)
- Palombella rossa (1989)
- Il Portaborse (1991)
- Caro diário (1994)
- La seconda volta (1996)
- Il giorno della prima di Close-Up (1996)
- Tre vite e una sola morte (1996)
- Abril (1998)
- O quarto do filho (2000)
- Te lo leggo negli occhi (2004)
- Caos calmo (2008)
- Habemus Papam (2011)

### Produtor
- La sconfitta (1973)
- Pâté de bourgeois (1973)
- Come parli frate? (1974)
- Io sono un autarchico (1976)
- Notte Italiana (1977)
- Domani accadrà (1988)
- Palombella rossa (1989)
- La Cosa (1989)
- Il Portaborse (1991)
- Caro diário (1994)
- La seconda volta (1996)
- Abril (1998)
- O quarto do filho (2000)
- The last customer (2002)